# Manuel Rodríguez Correa
Manuel Rodríguez Correa (Rocha, 1897 - Montevideo, octubre de 1961) fue un profesor, ingeniero civil, agrimensor y político uruguayo; perteneciente al Partido Colorado. 

## Biografía
Hermano del también político Rodríguez Correa. Graduado como ingeniero civil en la Facultad de Ingeniería de la Universidad de la República, y como ingeniero agrimensor, ejerció como profesor de enseñanza secundaria y universitaria.
Militante batllista, perteneció a la Lista 15 liderada por Luis Batlle Berres. En 1942 fue elegido como Intendente Municipal de Tacuarembó, cargo que ocupó hasta 1947. En las elecciones de 1946 fue elegido diputado, banca que reconquistó cuatro años más tarde. Entre 1947 y 1949 fue Ministro de Obras Públicas en el gobierno de Batlle Berres, volviendo a dirigir esa misma cartera entre 1951 y 1952, bajo la presidencia de Andrés Martínez Trueba. En 1952 fue designado como primer presidente del recién creado Ente autónomo estatal Administración de Ferrocarriles del Estado (AFE). En 1955 pasó a la presidencia del también estatal Banco Hipotecario del Uruguay (BHU). En las elecciones de 1958, ganadas por el Partido Nacional, fue elegido para integrar el tercer Consejo Nacional de Gobierno por la minoría colorada. Se desempeñó en este cargo desde 1959 hasta su fallecimiento dos años después, oportunidad en que fue sustituido por Héctor Grauert.